# Pelayo Varela
Pelayo Varela (Oviedo, 1969) és un artista multidisciplinari asturià que viu i treballa entre Madrid i Xàbia. El 1995 crea el Centro de Arte Ego, projecte presentat, entre altres espais, al Blue Art Space de San Antonio (EUA), al Museo de Bellas Artes de Oviedo o a Cruce (Madrid). Ha estat distingit amb el Premio Caja Madrid Generación 2003 i el Premio de Artes Plásticas Explora 01, Cajastur. Ha exposat a la Galeria Nacional d'Art Modern de Roma, la Fundació Antoni Tàpies, la Galeria Sicart de Vilafranca del Penedès i el Whitebox Art Center de Nova York i la Fundació Joan Miró, entre d'altres. La seva obra parteix sovint d'un qüestionament de la identitat, ja sigui individual o col·lectiva.